# برايان تورنر (لاعب كرة قدم)
برايان تورنر (بالإنجليزية: Brian Turner)‏ (23 يوليو 1936 بسالفورد في المملكة المتحدة - 1 يناير 1999) هو لاعب كرة قدم بريطاني في مركز نصف الجناح. لعب مع أولدهام أثلتيك ونادي بوري وDroylsden F.C. ‏.